# Malus prattii
Malus prattii es una especie del género Malus. Es originaria de  Guangdong, Guizhou, Sichuan y Yunnan en China.

## Descripción
Es un árbol que alcanza un tamaño de 10 m de altura. Las ramillas de color rojo oscuro o púrpura marrón cuando tienen corta edad, robustas, pubescentes cuando jóvenes, glabras en la vejez; los brotes púrpura marrón, ovoides, con escamas pubescentes en el margen. Estípulas linear-lanceoladas, 1-1.3 cm, membranosos, glabras o subglabras; las láminas de las hojas, elípticas o angostamente elípticos-ovadas, de 6-15 × 3.5-7.5 cm. La inflorescencia en corimbo como umbela, de 5-9 cm de diámetro, con  5-12 flores; brácteas caducas, linear-lanceoladas, membranosas, margen entero, ápice acuminado. Pedicelo 1.5-3 cm, escasamente pubescentes. Flores de 1,5-2 cm de diámetro. Hipanto campanulado. Sépalos triangular-ovadas, de 4-5 mm, ligeramente más largos que el hipanto. Pétalos blancos, suborbiculares, 0.8-1 cm. El fruto es un pomo rojo o amarillo, ovoide o subgloboso, de 1-1.5 cm de diámetro.  Fl. junio, fr. agosto.

## Hábitat
Se encuentra en los bosques mixtos en las laderas; a una altitud de 1400 - 3500 m s. n. m.

## Taxonomía
Malus prattii fue descrita por (Hemsl.) C.K.Schneid. y publicado en Illustriertes Handbuch der Laubholzkunde 1: 719, pl. 397 p–p1, 398 k–m. 1906.
Citología
El número de cromosomas es de:  2n = 34 
Sinonimia
- Docyniopsis prattii (Hemsl.) Koidz.
- Pyrus prattii Hemsl. basónimo[4]